# Campeonato Brasiliense de Futebol de 2019 - Segunda Divisão
O Campeonato Brasiliense de Futebol de 2019 - Segunda Divisão foi a 23ª edição da segunda divisão do futebol do Distrito Federal brasileiro. A competição, organizada pela Federação de Futebol do Distrito Federal, era disputada entre 24 de agosto e 19 de outubro por dez equipes do Distrito Federal e Goiás. O campeonato atribuiu duas vagas para a primeira divisão de 2020.

## Regulamento
O campeonato será disputado em turno único em que as dez equipes jogam todas contra todas. As duas equipes que somarem mais pontos serão declaradas, respectivamente, a campeã e vice-campeã da segunda divisão do brasiliense de 2019.
O campeão e o vice conquistarão vagas na primeira divisão de 2020.

### Critérios de desempate
Ocorrendo empate em número de pontos ganhos entre duas ou mais equipes na fase classificatória, serão aplicados, sucessivamente, os seguintes critérios de desempate:
1. Maior número de vitórias.
2. Maior saldo de gols.
3. Maior número de gols pró.
4. Confronto direto.
5. Menor número de cartões vermelhos.
6. Menor número de cartões amarelos.
7. Sorteio.

## Equipes participantes
| Equipe                                       | Localidade     | Em 2018 | Estádio (mando em 2019) | Capacidade | Títulos            |
| -------------------------------------------- | -------------- | ------- | ----------------------- | ---------- | ------------------ |
| Brasília Futebol Clube                       | Brasília       | 8º      | Mané Garrincha          | 72 788     | 2 (último em 2008) |
| Associação Botafogo Futebol Clube            | Novo Gama (GO) | 5º      | Serra do Lago           | 12 300     | 1 (último em 2006) |
| Sociedade Esportiva Ceilandense              | Ceilândia      | 9º      | Abadião                 | 4 000      | 1 (em 2009)        |
| CFZ de Brasília Sociedade Esportiva          | Brasília       | 11º     | Serra do Lago           | 12 300     | 1 (em 2010)        |
| Cruzeiro Futebol Clube                       | Cruzeiro       | 10º     | Augustinho Lima         | 10 000     | 0                  |
| Legião Futebol Clube                         | Brasília       | 4º      | Rorizão                 | 8 000      | 0                  |
| Paranoá Esporte Clube                        | Paranoá        | 11º (A) | JK                      | 8 000      | 0                  |
| Planaltina Esporte Clube                     | Planaltina     | 3º      | Diogão                  | 6 000      | 0                  |
| Samambaia Futebol Clube                      | Samambaia      | 12º (A) | Serejão                 | 27 000     | 1 (último em 2014) |
| Sociedade Esportiva Planaltina - Samambaense | Samambaia      | 7º      | Rorizão                 | 8 000      | 0                  |